# Front uni de l'opposition pour l'alternance
Le Front uni de l'opposition pour l'alternance (FUOPA), initialement baptisé Front de l'opposition pour l'alternance, est un regroupement de partis gabonais créée le 19 juillet 2014.